# Kastriot Peqini
Kastriot Peqini (Tirana, 19 febbraio 1974) è un ex calciatore albanese, di ruolo difensore.

## Carriera

### Nazionale
Ha collezionato 11 presenze con la Nazionale albanese.